# Limbaži
Limbaži ( výslovnost, německy Lemsal) je město v Lotyšsku, bývalé hanzovní město, správní centrum stejnojmenného kraje. V roce 2010 zde žilo 8 501 obyvatel.

## Osobnosti
- Kārlis Baumanis (1835 - 1905), hudební skladatel a muzikolog, autor lotyšské hymny